# Amegilla gussakovskyi
Amegilla gussakovskyi là một loài Hymenoptera trong họ Apidae. Loài này được Popov mô tả khoa học năm 1946.